# Kameralamt Münsingen
Das Kameralamt Münsingen war eine Einrichtung des Königreichs Württemberg, die im Amtsbezirk Besitz und Einkommen des Staates verwaltete. Es bestand zunächst 1807 bis 1812 in Offenhausen und danach bis 1922 in Münsingen. Das Kameralamt wurde im Rahmen der Neuordnung der Staatsfinanzverwaltung im Königreich Württemberg geschaffen.

## Geschichte

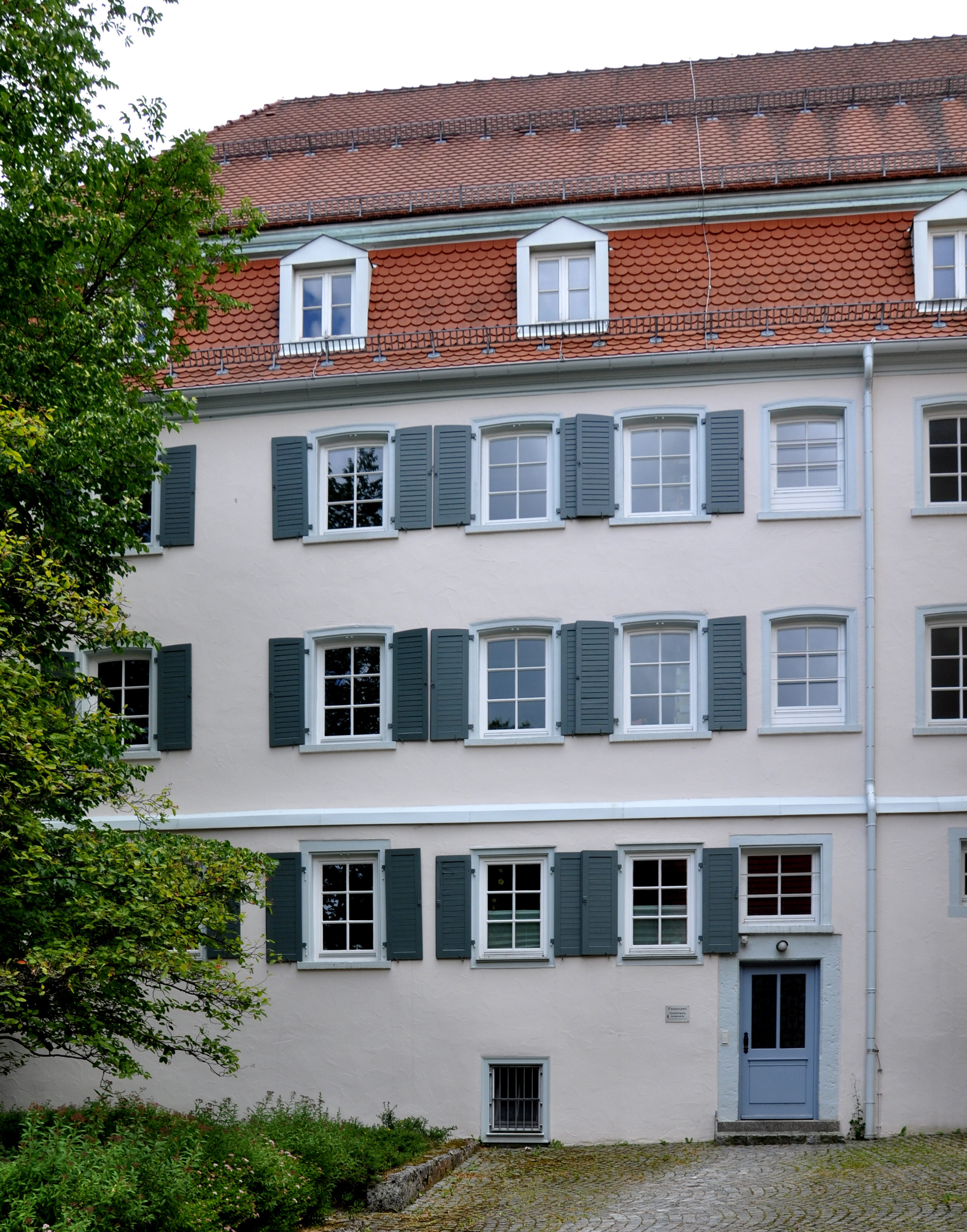
Ehemaliges Amtsgebäude des Kameralamts Münsingen (beim Oberen Tor 2, im Bereich des Schlosshofs)

Durch Verordnung vom 14. Juli 1807 wurden die Patrimonialherrschaften von Liebenstein in Buttenhausen und zum Teil von Fürstenberg in Ennabeuren dem Kameralamt in Offenhausen zugeteilt.
Gemäß Verordnung vom 6. Juni 1819 hat das Kameralamt Münsingen abgetreten:
- an das Kameralamt Pfullingen: Die Gemeinden Erpfingen, Mariaberg, Bronnen, Hausen an der Lauchert, Mägerkingen, Willmandingen (Oberamt Reutlingen), sodann die Gefälle in den Orten Jungingen und Stetten unter Holstein im Fürstentum Hohenzollern-Hechingen, ferner in Melchingen, Steinhilben, Trochtelfingen, Feldhausen, Gammertingen, Harthausen, Hettingen und Kettenacker im Fürstentum Hohenzollern-Sigmaringen.
- an das Kameralamt Urach: Gruorn und Trailfingen.

Das Kameralamt Münsingen hat vom Kameralamt Ebingen den Ort Bremelau sowie die Jagd- und Forstgefälle des Reviers Magolsheim, Grafeneck und Offenhausen übernommen.
Durch Verfügung vom 28. Februar 1872 hat das Kameralamt Münsingen vom bisherigen Kameralamt Zwiefalten folgende Orte übernommen: Aichelau, Aichstetten, Anhausen, Baach, Bichishausen, Ehestetten, Emeringen, Erbstetten, Gauingen, Geisingen, Goßenzugen, Gundelfingen, Hayingen, Huldstetten, Indelhausen, Münsdorf, Oberstetten, Pfronstetten, Sonderbuch, Tigerfeld, Wilsingen und Zwiefalten. Ferner wurde die Erhebung der Forstgefälle des Reviers Justingen an das Kameralamt Blaubeuren übergeben und die Erhebung der Forstgefälle des Reviers Pfronstetten vom Kameralamt Münsingen übernommen.
Gemäß Verfügung vom 24. Januar 1895 wurden dem Kameralamt Münsingen zur Gleichstellung mit dem Oberamt Münsingen die bisher zum Kameralamt Blaubeuren gehörigen Gemeinden Feldstetten, Laichingen und Sontheim zugeteilt.